# Bình Dao
Bình Dao (tiếng Trung: 平遥; bính âm: Píngyáo) tên chính thức là Thành cổ Bình Dao  là một khu định cư nằm ở trung tâm của tỉnh Sơn Tây, Trung Quốc, cách thành phố Thái Nguyên hơn 90 km. Thành cổ Bình Dao nổi tiếng về tầm quan trọng của nó trong lịch sử kinh tế Trung Quốc, và quy hoạch cấu trúc đô thị từ thời nhà Minh và Thanh được bảo tồn tốt. Về mặt hành chính, thành cổ bao gồm thị trấn Bình Dao thuộc địa cấp thị Tấn Trung.
Thị trấn lần đầu tiên được ghi nhận vào năm 800 TCN và là trụ sở của chính quyền địa phương ít nhất là từ thời nhà Tần. Đến thế kỷ 16, đây là trung tâm tài chính của khu vực, một số người coi đó là trung tâm tài chính của nhà Thanh vào cuối thế kỷ 19. Đây là Di sản thế giới được UNESCO công nhận và là một thắng cảnh du lịch hạng 5A.

## Đặc điểm kiến trúc
Đây là thành cổ lịch sử cấp quốc gia, được xây dựng từ thời Tây Chu dưới thời Chu Tuyên Vương (827-782TCN), đến thời Minh Hồng Vũ được trùng tu lại, bọc gạch toàn bộ, và đến thời Khang Hy lại xây dựng thêm các lầu thành khiến tòa thành càng thêm hoành tráng. Thời kỳ Minh, Thanh ở đây kinh tế rất phồn thịnh, thương nghiệp phát triển, đặc biệt là lĩnh vực tiền tệ, ngân phiếu ở đây có thể trao đổi với bên ngoài, nơi khai sinh ra ngành ngân hàng Trung Quốc. Đây là thành cổ từ thời Minh, Thanh được bảo tồn hoàn chỉnh nhất.
Thành cổ Bình Dao được thiết kế theo hình thức linh quy (rùa thiêng) với ý nghĩa trường sinh bất lão, vững như bàn thạch. Thành trổ 6 cửa, cửa Nam nhô ra, 2 bên cửa đào 2 giếng nước tượng trưng cho 2 mắt con rùa. Cửa thứ sáu cong sang Đông như đuôi rùa quẫy sang hướng Đông. Bốn cửa phía Đông và Tây thì có 3 cửa cong về phía trước, chỉ có cửa Đông hướng chính diện sang hướng Đông. Có thể đó là cách để buộc rùa vào lộc đài tháp của chùa Từ Tướng cách Đông Bắc thành 10 km không cho rùa chạy.
Thành cổ có hình vuông, chu vi dài 6157,5m. Thân tường đắp bằng đất thô, ngoài bọc gạch. Tường thành cao 10m, đỉnh thành dày 3-6m, chân thành dày 9-12m. Trên thành cứ cách 50m thì xây một tháp canh, 4 góc thành mỗi góc xây một gác lầu. Phía trên tường thành xẻ 300 cửa và xây 72 tháp canh nhỏ tượng trưng cho 72 hiền nhân của Khổng Tử.
Diện tích trong thành là 2,25 km², các đường phố trong thành bố trí theo hình chữ 士. Đường phố theo hướng Nam Bắc chính là trục giữa của thành cổ, cửa Bắc hơi lệch sang hướng Tây. Trong bố cục kiến trúc của thành thể hiện sắc thái kiến trúc nhà ở truyền thống của dân tộc Hán. Cửa hiên xây dựng men theo phố, đại bộ phận nhà ở theo hình thức tứ hợp viện, xây gạch lợp ngói và kết cấu gỗ.
Trong thành cổ Bình Dao có một kiến trúc đứng sừng sững giữa thành khiến khách tham quan đặc biệt chú ý, đó là Thị Lầu. Thị Lầu hình vuông trên diện tích 133,4m² cao 18,5m lợp ngói lưu li vàng lục, 4 bề có hành lang xung quanh, mỗi góc có 3 cây cột. Toàn bộ lầu chia làm 3 tầng, lên trên nhỏ dần, càng tạo hình dáng của lầu cao thanh thoát. Dưới chân lầu về hướng Đông Nam có một giếng nước, tương truyền nước trong giếng như màu vàng kim nên Thị Lầu còn có tên khác là "Kim Tỉnh Lầu".

## Vai trò thương mại
Thành cổ Bình Dao trong quá khứ đã đóng vai trò quan trọng trong lịch sử phát triển kinh tế Trung Hoa. Bởi tỉnh Sơn Tây lại là một trong những trung tâm thương mại ra đời sớm nhất ở Trung Quốc. Vào những năm giữa thế kỷ 18 là thời điểm hoạt động thương mại của Sơn Tây sôi nổi và sầm uất nhất. Vào thời gian đó, chỉ riêng thành cổ Bình Dao đã có 18 chợ bán sỉ hoạt động nhộn nhịp trong nội thành. Trên con đường Nanda nay đổi tên thành đường Minh-Thanh là nơi ra đời những ngân hàng đầu tiên của nhà nước Trung Hoa. Đặc biệt những ngân hàng này chính là những ngân hàng đầu tiên sử dụng "séc" thay tiền giấy, đã giúp cho các thương gia đi lại buôn bán không phải mang theo những nén bạc nặng nề trong người.

## Hình ảnh

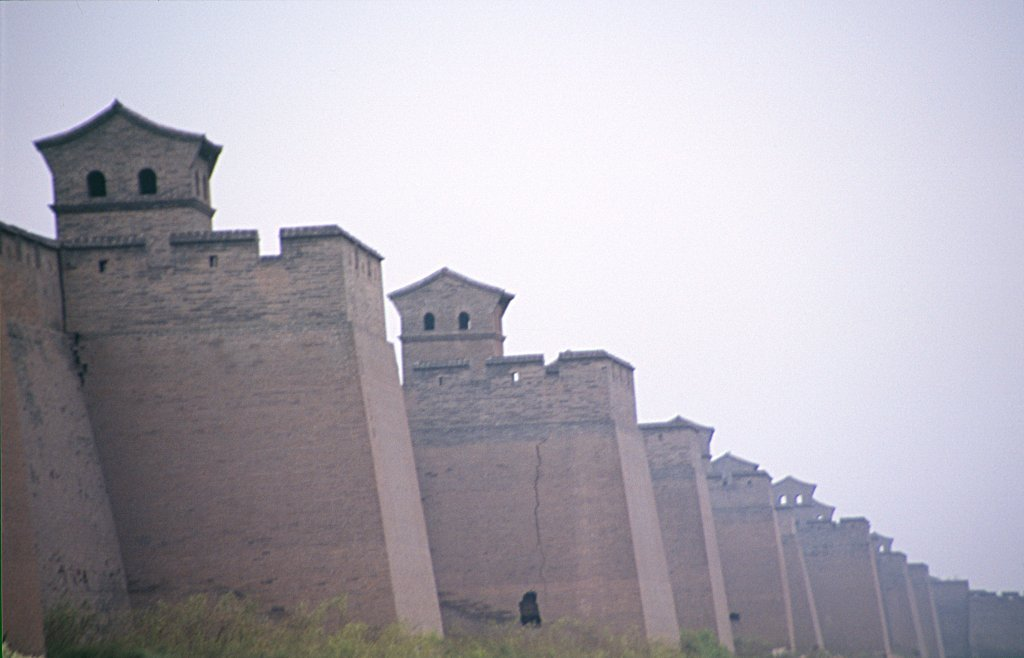
Tường thành
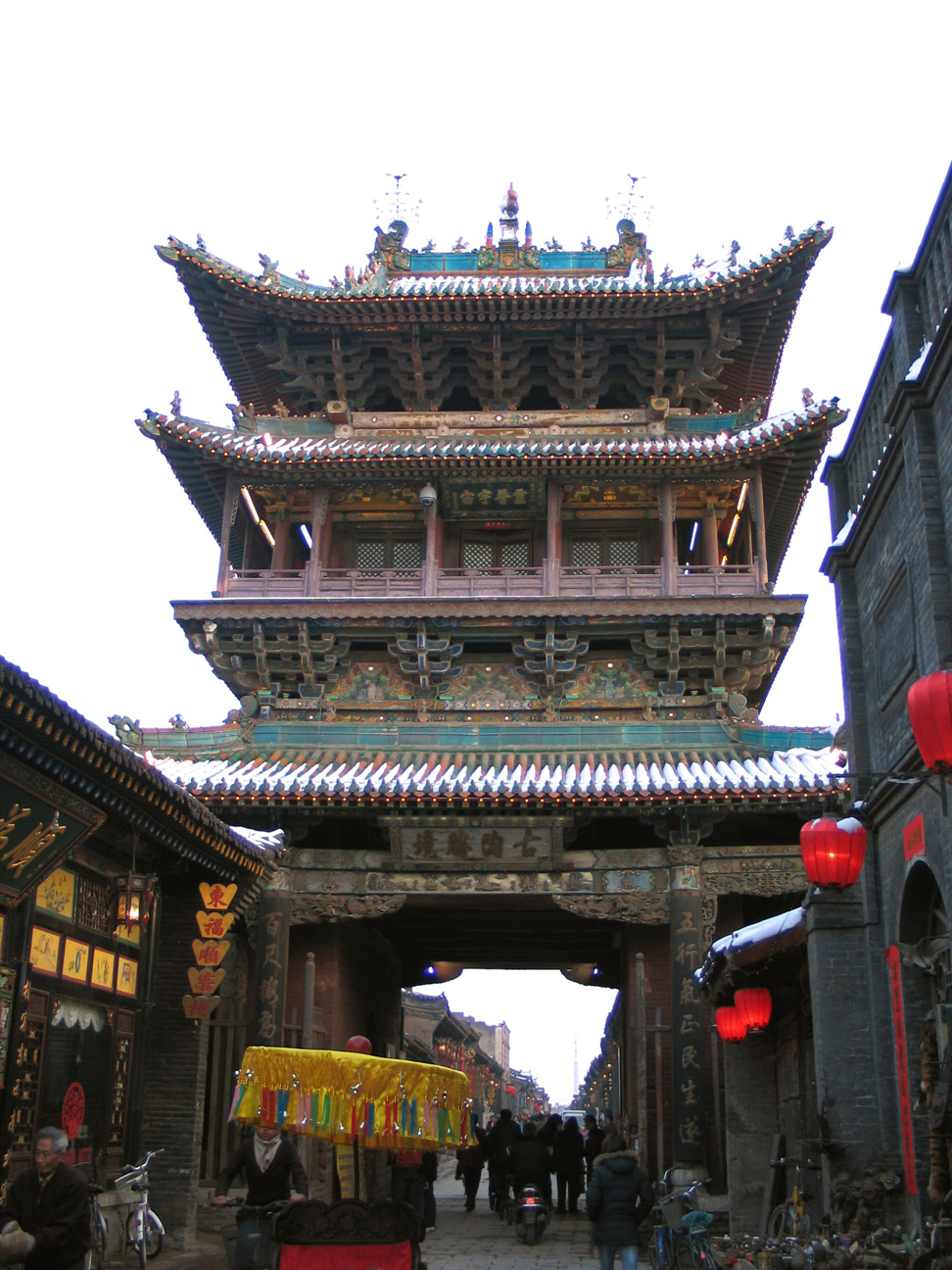
Thị Lầu